# Yoshino Aoki
Pour les articles homonymes, voir Aoki.
Yoshino Aoki (née le 19 août 1971) est une compositrice japonaise de jeu vidéo, travaillant pour Capcom.

## Travaux
- 1995 : Mega Man X3, Capcom Co., Ltd.
- 1997 : Rockman Battle & Chase, Capcom Co., Ltd.
- 1997 : Breath of Fire III, Capcom Co., Ltd.
- 1998 : Pocket Fighter, Capcom Co., Ltd.
- 1999 : Marvel vs. Capcom: Clash of Super Heroes, Capcom Entertainment, Inc.
- 2000 : Mega Man Legends 2, Capcom Entertainment, Inc.
- 2001 : Mega Man Battle Network 2, Capcom Co., Ltd.
- 2003 : Mega Man Battle Network 3, Capcom Co., Ltd.
- 2005 : Mega Man Battle Network 6, Capcom Co., Ltd.
- 2008 : Luminous Arc 2: Will, Image Epoch
- 2018 : Super Smash Bros. Ultimate[1], Nintendo